# Alexandre Minkowski
Alexandre Minkowski (5 de diciembre de 1915 - 7 de mayo de 2004) fue un pediatra francés, y posiblemente el médico francés que más influyó en la neonatología en el siglo XX. Nació y murió en París.
Era hijo del eminente filósofo médico Eugène Minkowski y de la psiquiatra Françoise Minkowska. Ellos eran médicos judíos polacos que se naturalizaron como ciudadanos franceses después de la Primera Guerra Mundial y se establecieron en Francia. Mantuvieron sus vínculos con su Polonia ancestral.
Es autor de varios libros, incluyendo "El mandarín descalzo", una serie de entrevistas con Jean Lacouture publicada en 1975, que le valió cierta notoriedad mediática, apareciendo en programas como Apostrophes de Bernard Pivot, Radioscopie de Jacques Chancel y Sports Dimanche, donde fue entrevistado por Michel Drucker.En 1978, después de la elección del Papa Juan Pablo II, publicó un artículo incendiario en Le Monde denunciando el antisemitismo de la Iglesia polaca. Ese mismo año, apoyó a Gisèle Halimi ante el tribunal de Aix-en-Provence durante el caso Tonglet-Castellano, estableciendo un paralelo entre la violación de mujeres y el nazismo. Habiendo realizado numerosos viajes a Israel, abogó por la creación de un Estado palestino. Fue miembro del consejo regional de Île-de-France y del comité de patrocinio de la Coordinación Francesa para la Década de la Cultura de Paz y No Violencia, especialmente en las décadas de 1980 y 1990, actuando como delegado por Bernard Kouchner en el Secretariado de Estado de Acción Humanitaria, y luego como militante del movimiento Génération écologie de Brice Lalonde.Su hijo es el director de orquesta Marc Minkowski.

## Publicaciones
- 1975: Le mandarin aux pieds nus (en francés) El Mandarín descalzo, ediciones Seuil. [5]
- 1976: Pour les enfants du monde (en francés) Por un recién nacido sin riesgos, ediciones Stock.[6]
- 1980: Un Juif pas très catholique (en francés). Un judío no muy católico, ediciones Ramsay.[7]
- 1986ː Pour les enfants du monde (en francés). Para los niños del mundo, FeniXX réédition numérique. [8]
- 1987ː L'art de naître (en francés). El arte de nacer, Odile Jacob.[9]

## Condecoración
- La Orden Nacional de la Legión de Honor por decreto del 12 de julio de 2002.[10]